# Tetrabenazina
La tetrabenazina è un farmaco per il trattamento sintomatico dei disordini del movimento ipercinetici; è reperibile in Canada, Nuova Zelanda e alcuni stati europei, e negli USA come farmaco orfano. Il 15 agosto 2008 la FDA ha approvato l'utilizzo della tetrabenazina per il trattamento della còrea associata alla malattia di Huntington. Il composto è conosciuto dal 1950.
È commercializzato in Italia con il nome Xenazina.
La tetrabenazina è un inibitore specifico, ad alta affinità, della captazione delle monoammine nelle vescicole granulari dei neuroni presinaptici del sistema nervoso centrale.

## Indicazioni
Tetrabenazina è impiegata come trattamento, non come cura, dei seguenti disordini ipercinetici:
- Malattia di Huntington, in specie la corea associata ad essa
- Sindrome di Tourette e altri tic
- Discinesia tardiva, un effetto collaterale grave e talvolta irreversibile dell'uso a lungo termine di molti antipsicotici, principalmente quelli tipici
- Emiballismo

## Effetti collaterali
- Acatisia
- Depressione
- Vertigini, sonnolenza, insonnia, affaticamento, ansia
- Parkinsonismo.

Sono stati osservati anche cali di pressione, tali da non farlo considerare un farmaco di prima scelta nei pazienti anziani.